# Gastroplastie par anneau gastrique modulable

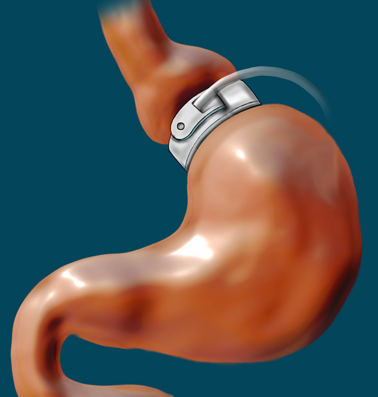
Anneau gastrique modulable.

La gastroplastie par anneau gastrique modulable (ou « anneau gastrique ») est une intervention chirurgicale consistant à poser un anneau autour de la jonction entre l'œsophage et l'estomac. Cet anneau est relié à une chambre positionnée sous la peau et sa pression est réglée par injection ou par retrait d'eau par ponction de cette chambre, jouant ainsi sur le degré de striction. L'intervention est l'un des types de gastroplastie, l'autre étant la « gastroplastie verticale bandée par agrafage ». Elle fait partie de la chirurgie bariatrique ou « chirurgie de l'obésité » et permet d'aboutir à d'importantes pertes de poids dans certains cas.

## Historique
La technique a été développée à la fin des années 1980 aux États-Unis et en Suède. La première procédure par cœlioscopie a été faite en 1993 par le belgo-éthiopien Mitiku Belachew.
La procédure, auparavant fortement majoritaire (par rapport au by-pass gastrique) en Europe, tend à décroître au profit de ce dernier. La tendance inverse s'observe aux États-Unis.

## Principes
L'efficacité n'est pas seulement mécanique : la striction est modérée, n'empêchant pas le passage alimentaire et un « grignotage » qui rendrait la méthode complètement inutile. De même, la vidange gastrique n'est pas modifiée. Il existe un sentiment de satiété plus précoce et plus prolongé, même pour un petit repas. La cause de cette satiété est vraisemblablement en rapport avec la présence de certains récepteurs neuronaux situés à l'endroit de l'anneau.

## Indications
Ce sont celles de la chirurgie bariatrique : l'intervention peut être proposée dans les cas d'obésité majeure avec échecs des différentes tentatives de perte de poids. L'indication est d'autant plus forte qu'il existe des comorbidités au poids : diabète, insuffisance respiratoire chronique... L'intervention et ses conséquences doivent naturellement être expliquées et doivent être acceptées par le patient.

## Résultats
La perte de poids atteint 50 % du poids en excès sur deux à trois ans. Elle est moins rapide que lors d'un by-pass gastrique mais est équivalente à moyen terme à cette dernière technique. Elle est bien supérieure qu'avec les différentes prises en charge diététiques ou médicamenteuse. Le recul dépasse 10 ans avec des résultats restant stables.
Cette perte de poids entraîne une meilleure équilibration d'un éventuel diabète, la régression d'une dyslipidémie, l'amélioration des chiffres tensionnels, de l'apnée du sommeil, d'une maladie asthmatique ainsi que la fertilité chez la femme. Dans près des trois quarts des cas, un diabète peut disparaître sans autre traitement. Le tout résulte en une meilleure qualité de vie et une amélioration de son estime de soi. La chirurgie bariatrique, dans son ensemble, diminue la mortalité toutes causes confondues, qu'elle soit cardio-vasculaire ou par cancer.

## Complications
Par rapport au by-pass gastrique, la pose d'un anneau modulable entraîne moins de complications et nécessite une hospitalisation plus courte. La mortalité opératoire (de l'ordre de 0,05 %) est également inférieure à celle du by-pass.
Les complications précoces les plus fréquentes sont les saignements locaux, les infections et l'embolie pulmonaire. Plus tardivement, il peut se produire une dilatation localisée de l'estomac pouvant conduire à une hernie hiatale ou des symptômes de reflux gastro-œsophagien. Le taux de ré-intervention est élevé (près des deux tiers des patients), soit par inefficacité, soit par effets secondaires. Pour ces raisons, cette technique ne concerne que moins de 10 % des patients pris en charge pour une chirurgie bariatrique en 2014.
L'anneau gastrique n'induit théoriquement pas de carence en certains aliments (vitamines, oligo-éléments) mais de mauvaises habitudes nutritionnelles peuvent les provoquer.
La pression intra-anneau doit être surveillée et ajustée régulièrement, au moins annuellement.

## Choix de la technique
Les deux principales techniques en lice sont l'anneau gastrique et le by-pass. Cette dernière, obtenant une plus forte perte initiale de poids, est réservée dans les cas d'obésité les plus sévères. L'anneau gastrique est préféré en cas d'obésité moins importante ou si le terrain présente d'importantes comorbidités.